# CS Grevenmacher
Der CS Grevenmacher ist ein luxemburgischer Fußballverein. Der Verein aus der an der Grenze zu Deutschland liegenden Stadt Grevenmacher wurde 2003 erstmals luxemburgischer Fußballmeister. Seine Heimspiele trägt der CSG im Stade Op Flohr aus.

## Geschichte

### 1908 bis 1924: Startschwierigkeiten
Der Verein wurde zwischen dem 14. August und dem 16. Oktober 1908 unter dem Namen Stade Mosellan gegründet. Ein Jahr später trat man der Fédération des Sociétés Luxembourgeoises des Sports Athlétiques (FSLSA) bei, dem damals zuständigen Verband für Fußball, Leichtathletik, Schwimmen und Radfahren. Jedoch war das erste Bestehen von kurzer Dauer, denn bereits ein Jahr nach dem Beitritt wurde auf dem Platz des Vereins, einer umfunktionierten Wiese, ein Mast für eine Seilbahn errichtet, wodurch die Austragung von Spielen unmöglich wurde. Als dieser Mast kurz vor Beginn des Ersten Weltkrieges wieder entfernt wurde, wurde der Verein unter dem Namen Club Sportif neugegründet. Doch auch dieses Mal hatte der Verein nur kurz Bestand, da die Wiese mit Beginn des Weltkrieges zu einem Heereslager umfunktioniert wurde.
Erst 1919 wurde das Fußballspiel in Grevenmacher wieder aufgenommen. Mit einem Sieg im Coupe des 10 Cantons im Jahre 1922 verbuchte der Verein seinen ersten Erfolg, ehe 1924 abermals der Spielbetrieb eingestellt werden musste. Dieses Mal wurde das Spielfeld durch eine Industrieanlage eingeengt und dadurch unbrauchbar.

### 1930 bis 1944: Aufenthalte in unteren Ligen
1930 wurde auf einem neuen Spielfeld im „Pietert“ ein neuer Anlauf genommen. Der Verein startete in der 3. Division (4. Liga) und qualifizierte sich zwei Jahre später für 2. Division, die ab 1932 die neue vierte Ligenebene darstellte. Schon 1936 musste der Gang zurück in die 3. Division (mittlerweile 5. Liga) angetreten werden. Der Aufenthalt in der untersten Liga war allerdings nur von kurzer Dauer. 1938 stieg der Klub mit elf Siegen und einem Unentschieden aus zwölf Saisonspielen souverän wieder auf. Und in der darauf folgenden Saison spielte man auch in der 2. Division im Aufstiegsrennen eine Rolle. Am Ende stand man um einen Punkt besser als Daring Echternach auf Rang 2 und stieg in die Promotion (3. Liga) auf. Mit lediglich sieben Punkten aus 18 Partien erfolgte am Ende der Saison 1939/40 postwendend der Abstieg.
Während der Kriegsjahre 1940 bis 1944 kam die Aktivität beim CSG fast vollständig zum Erliegen. Unter der Besatzung durch die Wehrmacht wurde der Verein in FK Grevenmacher zwangsumbenannt.

### 1945 bis 1993: „Fahrstuhlmannschaft“ und verlorene Pokalfinals
Nach Kriegsende startet der Verein in der Saison 1945/46 unter seinem alten Namen CS Grevenmacher in der 4. Liga und begann einen rasanten Aufstieg. Obwohl nur der vierte Platz am Ende der Saison belegt wurde, stieg man wegen Aufstockungen in den höheren Ligen auf. In der nächsten Saison war man, obwohl unerwartet aufgestiegen, in der dritten Liga äußerst erfolgreich. Durch einen 4:2-Sieg über die Young Boys Diekirch stand man als Aufsteiger in die 1. Division (2. Liga) fest.
Nach einer Saison im Abstiegskampf, belegte man in der Saison 1948/49 Platz 3 in der 2. Liga, was zum erstmaligen Aufstieg in die Ehrendivision (heute Nationaldivision) berechtigte. Innerhalb von nur vier Jahren war man aus der vierten Spielklasse in die erste Liga aufgestiegen. Der Aufenthalt in der höchsten luxemburgischen Spielklasse war zunächst nur von kurzer Dauer, mit 9 Punkten (3 Siege, 3 Unentschieden) aus 22 Spielen stieg der CS Grevenmacher als Tabellenletzter wieder in die 1. Division ab. In der Saison 1950/51 gelang dem Verein der erstmalige Einzug in das Finale des Coupe de Luxembourg. Dort unterlag man dem Erstligisten SC Tétange nach einem 1:1 im ersten Aufeinandertreffen mit 0:2 im Wiederholungsspiel.
Die Saison 1952/53 verlief wieder recht erfolgreich für die Ostluxemburger. In der Liga belegte man den 1. Platz und stieg dadurch das zweite Mal nach 1949 in die Ehrendivision auf, und auch im Pokal stand man das zweite Mal im Finale. Dieses Mal musste man sich den Red Boys Differdingen mit 2:1 geschlagen geben. Auf dem Weg ins Finale schaltete man dabei nacheinander die Erstligisten CS Fola Esch, Red Star Merl und Stade Düdelingen aus. In der folgenden Saison hielt man sich mit einem 4. Platz in der obersten Spielklasse und im Pokal folgte die nächste Finalteilnahme, aber auch im dritten Anlauf scheiterte man (0:5 gegen Jeunesse Esch). Der Abschied aus der obersten Spielklasse war für CSG in der Saison 1954/55 nur von kurzer Dauer. In der 1. Division stellte man in der darauf folgenden Saison einen Rekord auf: Mit 22 Siegen aus 22 Spielen und einem Torverhältnis von 111:9 stieg man als überlegener Meister wieder auf.
1959 erreichte der Club Sportif das bereits vierte Mal in acht Jahren das Pokalfinale, doch auch dieses Mal sollte es nicht zum ganz großen Erfolg reichen. Mit 1:3 nach Verlängerung unterlag man Union Luxemburg. Es sollte bis 1995 das letzte Finale des CSG gewesen sein. In der nächsten Saison erreichte man das dahin beste Saisonergebnisse, als man die Liga mit dem 3. Platz abschloss. Nach sechs Spielzeiten in der mittlerweile in Nationaldivision umbenannten obersten Spielklasse stieg der Verein 1961/62 erneut in die 2. Liga ab. Erst 1968 kehrte man zurück ins Oberhaus, verpasste den Klassenerhalt aber um die Winzigkeit von einem Tor in der Tordifferenz. Auch die beiden folgenden Saisons reihten sich in das Schema beim CSG. Dem direkten Aufstieg in der Saison 1969/70 folgte eine Saison später der nächste Abstieg aus der höchsten Klasse. Erst wieder 1977 gelang der Aufstieg. Der Aufenthalt in der 1. Liga dauerte dieses Mal bis 1984, ehe eine einjährige Unterbrechung mit einem Aufenthalt in der 2. Liga eintrat. Der neuerliche Aufstieg war mittlerweile der fünfte und seither letzte in die höchste Spielklasse.
Mit der Saison 1988/89 begann der CS Grevenmacher sich in der 1. Liga zu etablieren. Erstmals qualifizierte man sich für die ein Jahr zuvor geschaffene Meisterschafts-Play-off-Runde, die am Ende der Saison stattfand. Zwar belegte man den letzten Platz (6.), doch sollte man für die nächsten Jahre niemals schlechter platziert sein. Durch die Präsidentschaft von Theysen Jos im Jahre 1992, der den Verein auch sponserte war es dem CS Grevenmacher erstmals in seiner Vereinsgeschichte möglich auch über längere Zeit um die obersten Ligapositionen mitzuspielen.

### 1994 bis 2016: Ewiger Zweiter, vier Pokaltitel, erste Meisterschaft und Abstieg
Mit der Saison 1993/94 begann für den Verein in der Nationaldivision eine unglaubliche Serie. In neun Spielzeiten wurde der Verein sieben Mal Vizemeister. Das erstmalige Erreichen des zweiten Platzes in der Liga bescherte Grevenmacher den ersten Auftritt in einem internationalen Wettbewerb. Mit 1:2 und 0:6 verlor man zwar im UEFA-Pokal gegen den norwegischen Vertreter Rosenborg Trondheim, doch für die nächsten Jahre war man ein ständiger Teilnehmer an internationalen Wettbewerben. In der Saison 1994/95 sollte man endlich den ersten nationalen Titel gewinnen. Bei der fünften Pokalfinalteilnahme bezwang man Jeunesse Esch im Wiederholungsspiel mit 3:2, nachdem die erste Partie 1:1 geendet hatte. In der Liga hatte man gegenüber Esch im Meisterschaftskampf noch das Nachsehen gehabt. Durch den Finalsieg war man in der folgenden Saison auch erstmals Teilnehmer am mittlerweile abgeschafften Europapokal der Pokalsieger. Das Heimspiel gewann Grevenmacher gegen den isländischen Vertreter KR Reykjavík noch mit 3:2, im Rückspiel unterlag man allerdings mit 0:2 und schied in der ersten Runde aus. In dieser Saison sollte man auch zum dritten Mal in Folge Vizemeister Luxemburgs werden. Am Ende der Saison fehlte ein Punkt auf Meister Jeunesse Esch, die auch ein Jahr später CS Grevenmacher auf den zweiten Platz verwiesen. Im UEFA-Pokal verlor man in der Saison 1996/97 gegen Dinamo Tiflis (0:4 und 2:2).
Nach vier zweiten Plätzen in Folge, belegte man in der Saison 1997/98 nur Platz 3, weit abgeschlagen hinter Meister Jeunesse Esch und Vizemeister Union Luxemburg. Im UEFA-Pokal gab es dieses Mal gegen Hajduk Split nichts zu holen (1:6), dafür entschied man zum zweiten Mal nach 1995 den Coupe de Luxembourg für sich. Durch einen 2:0-Finalerfolg über Avenir Beggen qualifizierte man sich erneut für den Pokal der Pokalsieger. Mit 2:6 und 0:2 ging man dabei gegen Rapid Bukarest unter und auch in der Liga hatte man in der Saison 1998/99 keinen Erfolg. Am Ende wurde man lediglich Fünfter und verpasste sogar erstmals seit fünf Jahren die Qualifikation für einen europäischen Wettbewerb.
In der Saison 1999/2000 wurde der Verein zum bereits fünften Mal seit 1994 Vizemeister. Nachdem man nach der Hin- und Rückrunde punktgleich mit F91 Düdelingen noch auf Platz 1 gelegen hatte, belegte man am Ende der Play-off-Runde um elf Punkte distanziert den zweiten Platz. Ein Jahr später war es erneut F91, gegenüber denen man in der Meisterschaft das Nachsehen hatte, im UEFA-Pokal schied man derweil gegen den finnischen Verein HJK Helsinki aus (1:4 und 2:0).
Die Saison 2001/02 sollte ähnlich der vorangegangenen Saison ablaufen. Zum dritten Mal in Folge wurde man hinter F91 Vizemeister, dabei war man nach der regulären Saison noch Erster und verlor erst in den Play-offs den Platz an die Südluxemburger. Im UEFA-Pokal scheiterte man einmal mehr in der ersten Runde. Dieses Mal war AEK Athen um mindestens eine Klasse besser (0:6 und 0:2).

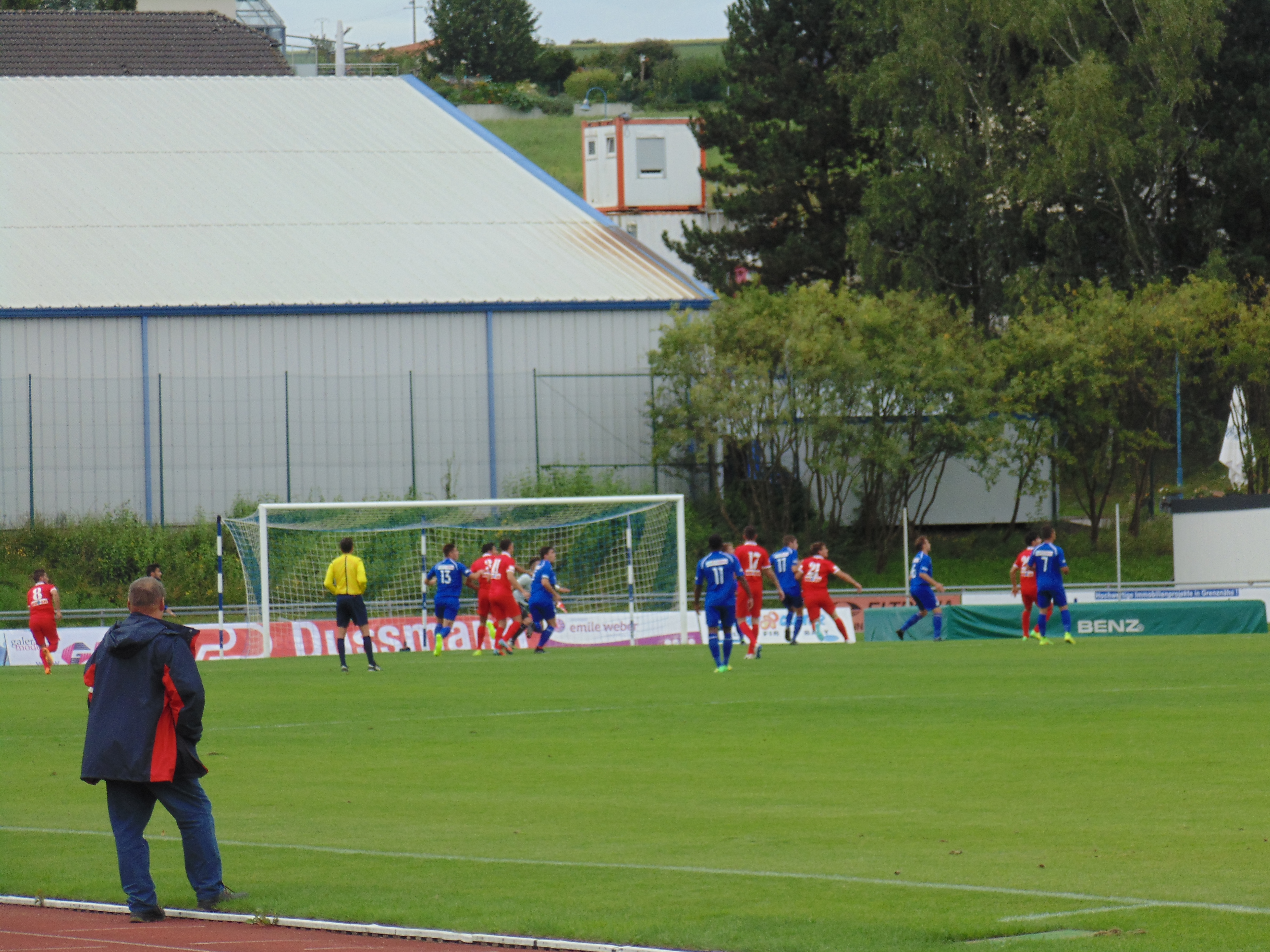
Szene aus dem Spiel CSG gegen FC Differdingen 03 am 17. August 2014

Die Saison 2002/03 sollte den Grevenmachern endlich den ersehnten Ligatitel bescheren. Nach sieben Vizemeistertiteln distanzierte man dieses Mal F91 Düdelingen in den Play-off-Spielen und errang so den ersten Meistertitel in der Vereinsgeschichte. Zudem wurde man zum dritten Mal in acht Jahren durch einen 1:0-Sieg über den FC Etzella Ettelbrück Pokalsieger und gewann damit das nationale Double. International schied man in der Saison erneut in Runde 1 aus. Gegner diesmal war der zyprische Klub Anorthosis Famagusta (0:3 und 2:0).
Ein Jahr später durfte der CS Grevenmacher erstmals in der Qualifikation zur UEFA Champions League teilnehmen. Gegen die herzegowinische Mannschaft Leotar Trebinje spielte man zu Hause 0:0 und auswärts 0:2. Damit war auch dieses Abenteuer bereits nach einer Runde beendet. In der Liga musste der CS Grevenmacher nach dem Meistertitel 2003 anderen Vereinen die Spitzenpositionen überlassen. Dafür sicherte man sich 2008 durch einen 4:1-Erfolg über Victoria Rosport zum vierten Mal den Pokaltitel.
Von 1998 bis 2013 spielte mit Daniel Huss einer der treffsichersten Spieler Luxemburgs für den Verein. In 364 Erstligaspielen traf der Stürmer 228 mal das Tor für Grevenmacher.
Als abgeschlagener Tabellenletzter mit nur 13 Punkten stieg der Verein nach 31 Jahren Erstklassigkeit am Ende der Saison 2015/16 in die Ehrenpromotion ab.

### 2016 bis heute: Abstiegskampf und Fall in die Drittklassigkeit
Der freie Fall setzte sich in der Saison 2016/17 zunächst fort. CS beendete die Saison auf dem 11. Platz und sicherte den Klassenerhalt erst durch ein 2:0 im Barragespiel gegen FC Minerva Lintgen.
Nach der 1:6-Heimniederlage gegen UN Käerjéng 97 im Auftaktspiel der Saison 2017/18 gab Trainer Manuel Peixoto am 21. August 2017 seinen Rücktritt bekannt. Am letzten Spieltag besiegelte eine weitere 1:6-Niederlage gegen Käerjéng den Abstieg in die drittklassige 1. Division.
Dort verpasste man 2018/19 mit dem 3. Platz knapp die Aufstiegsränge und ein Jahr später stand man auf Platz 4, als die Saison wegen der Corona-Pandemie abgebrochen wurde. Erst nach insgesamt vier Jahren schaffte man im Sommer 2022 wieder den Aufstieg in die Zweitklassigkeit.

## Erfolge
- Luxemburgischer Meister: 2003
- Luxemburgischer Vizemeister: 1994, 1995, 1996, 1997, 2000, 2001, 2002
- Luxemburgischer Pokalsieger: 1995, 1998, 2003, 2008

## Ehemalige Spieler
| - Besart Aliu (2016–2017) - Christian Alverdi (1996–2000) - Michael Fleck (2007–2009) - Rainer Gawell (1959–1962) - Asmeron Habte (2009–2011) - Daniel Huss (1998–2013) - Mathias Jänisch (2007–2009) - Jonathan Joubert (1999–2004) | - Joël Kitenge (2014–2016) - Dirk Klinge (2000–2003) - Markus Koster (2004–2016) - Samir Louadj (2010–2013) - Dieter Lüders (1987–1990) - Massimo Martino (2014–2015) - Marc Oberweis (2004–2009) - Thierry Pauk (1997–2002) | - René Peters (2014–2016) - Sacha Schneider (1992–2002) - Théo Scholten (1996–1999) - Thierry Steimetz (2008–2009) - Mamadou Tall (2003–2004) - Marco Toppmöller (2003–2004) - Achim Wilbois (1994–1997) - Thorsten Wittek (2010) |

## Europapokalbilanz
Der CS Grevenmacher spielte 1994/95 erstmals in seiner Klubhistorie in einer Qualifikationsrunde für den europäischen Vereinswettbewerb. Dem Klub gelang es bei keinem seiner Auftritte, sich für die Hauptrunde zu qualifizieren. Ferner spielte der Klub 2004 und 2006 im UI-Cup, über den man sich für die Hauptrunde des UEFA-Pokals hätte qualifizieren können. 2004 scheiterte Grevenmacher in der ersten Runde des Wettbewerbs knapp an Tampere United.
| Saison  | Wettbewerb                  | Runde                  | Gegner               | Gesamt    | Hin     | Rück    |
| ------- | --------------------------- | ---------------------- | -------------------- | --------- | ------- | ------- |
| 1994/95 | UEFA-Pokal                  | Vorrunde               | Rosenborg Trondheim  | 1:8       | 1:2 (H) | 0:6 (A) |
| 1995/96 | Europapokal der Pokalsieger | Vorrunde               | KR Reykjavík         | 3:4       | 3:2 (H) | 0:2 (A) |
| 1996/97 | UEFA-Pokal                  | Vorrunde               | Dinamo Tiflis        | 2:6       | 0:4 (A) | 2:2 (H) |
| 1997/98 | UEFA-Pokal                  | Vorrunde               | Hajduk Split         | 1:6       | 1:4 (H) | 0:2 (A) |
| 1998/99 | Europapokal der Pokalsieger | Vorrunde               | Rapid Bukarest       | 2:8       | 2:6 (H) | 0:2 (A) |
| 2000/01 | UEFA-Pokal                  | Qualifikation          | HJK Helsinki         | 3:4       | 1:4 (A) | 2:0 (H) |
| 2001/02 | UEFA-Pokal                  | Qualifikation          | AEK Athen            | 0:8       | 0:6 (A) | 0:2 (H) |
| 2002/03 | UEFA-Pokal                  | Qualifikation          | Anorthosis Famagusta | 2:3       | 0:3 (A) | 2:0 (H) |
| 2003/04 | UEFA Champions League       | 1. Qualifikationsrunde | Leotar Trebinje      | 0:2       | 0:0 (H) | 0:2 (A) |
| 2004    | UEFA Intertoto Cup          | 1. Runde               | Tampere United       | (a)1:1(a) | 1:1 (H) | 0:0 (A) |
| 2006    | UEFA Intertoto Cup          | 1. Runde               | FC Nitra             | 02:12     | 2:6 (A) | 0:6 (H) |
| 2008/09 | UEFA-Pokal                  | Qualifikation          | FH Hafnarfjörður     | 3:8       | 2:3 (A) | 1:5 (H) |
| 2009/10 | UEFA Europa League          | 1. Runde               | Vėtra Vilnius        | 0:6       | 0:3 (H) | 0:3 (A) |
| 2010/11 | UEFA Europa League          | 2. Qualifikationsrunde | Dundalk FC           | 4:5       | 3:3 (H) | 1:2 (A) |
| 2012/13 | UEFA Europa League          | 2. Qualifikationsrunde | KF Tirana            | 0:2       | 0:2 (A) | 0:0 (H) |

Gesamtbilanz: 30 Spiele, 3 Siege, 6 Unentschieden, 21 Niederlagen, 24:83 Tore (Tordifferenz −59)